# George Hearn
George Hearn (* 18. Juni 1934 in St. Louis) ist ein US-amerikanischer Schauspieler mit einem Schwerpunkt auf Rollen im Musicaltheater.

## Leben
Hearn studierte zunächst Philosophie. Nachdem er Unterricht bei der Schauspielerin Irene Dailey genommen hatte, begann seine Theaterlaufbahn in den frühen 1960er-Jahren beim Shakespeare Festival in New York. Erste bekannte Rollen hatte er als John Dickinson in dem erfolgreichen Broadway-Musical 1776 von 1969 sowie als Liv Ullmanns Partner in der Musicalversion von I Remember Mama im Jahr 1979.
Bekannt wurde er vor allem als Musicalinterpret. 1980 löste er Len Cariou in der Titelrolle der Urinszenierung von Stephen Sondheims Musicals Sweeney Todd ab. Später wirkte er an der Seite von Angela Lansbury in einer Fernsehaufzeichnung dieser Inszenierung mit. 1983 spielte er den Albin in der Uraufführung des Musicals La Cage aux Folles von Jerry Herman. Für seine Darstellung erhielt er den Tony Award. 1985 war er an einer konzertanten Aufführung des Sondheim-Musicals "Follies" mit Barbara Cook, Mandy Patinkin und Lee Remick beteiligt. 1986 wiederholte er seine Rolle als Albin in der West End (London) Premiere von "La Cage aux Folles". Anfang der 1990er Jahre wirkte Hearn in einigen Folgen von Angela Lansburys Fernsehserie "Mord ist ihr Hobby" mit. 1994 wurde er mit einem zweiten Tony Award für seine Darstellung als Max in der Broadway-Premiere des Musicals Sunset Boulevard von Andrew Lloyd Webber ausgezeichnet. 2000 sprang er für den erkrankten Opernsänger Bryn Terfel in einer konzertanten Aufführung von "Sweeney Todd" mit den New Yorker Philharmonikern an der Seite von Patti LuPone ein. 2004 kehrte er als Zauberer von Oz in dem Musical Wicked – Die Hexen von Oz an den Broadway zurück. 2008 spielte er in dem Musical "The Visit" (nach Friedrich Dürrenmatts Stück Der Besuch der alten Dame) von John Kander und Fred Ebb an der Seite von Chita Rivera in Arlington, Virginia.
Obwohl Hearn vor allem am Theater und besonders im Musicaltheater tätig war, kam er zwischen 1975 und 2006 auch auf Auftritte in über 50 Film- und Fernsehproduktionen. Dabei verkörperte er Sweeney Todd auch in gleich zwei Fernsehaufzeichnungen des Musicals (1980 und 2001). Weiterhin hatte er Nebenrollen in einigen Hollywood-Filmen wie Sneakers – Die Lautlosen, Spurlos, Vertrauter Feind und Flags of Our Fathers. Im amerikanischen Fernsehen war er als Gaststar für Serien wie Mord ist ihr Hobby, Raumschiff Enterprise – Das nächste Jahrhundert, Golden Girls und Law & Order verpflichtet.

## Filmografie (Auswahl)
- 1976: Die Chronik der Adams (The Adams Chronicles, Miniserie)
- 1977: Menschen in Manhattan (The Best of Families, Miniserie)
- 1979: Pater Brown läßt sich nicht bluffen (Sanctuary of Fear, Fernsehfilm)
- 1982: Ein Piano für Mrs. Cimino (A Piano for Mrs. Cimino, Fernsehfilm)
- 1982: Sweeney Todd: The Demon Barber of Fleet Street (Fernsehfilm)
- 1985: Der Equalizer (The Equalizer, Fernsehserie, Folge 1x01)
- 1989: Zweites Glück (See You in the Morning)
- 1990: L.A. Law – Staranwälte, Tricks, Prozesse (L.A. Law, Fernsehserie, Folge 5x08)
- 1990–1992: Mord ist ihr Hobby (Murder, She Wrote, Fernsehserie, 3 Folgen)
- 1991: Raumschiff Enterprise – Das nächste Jahrhundert (Star Trek: The Next Generation, Fernsehserie, Folge 4x15 Erster Kontakt)
- 1991: Golden Girls (The Golden Girls, Fernsehserie, Folge 6x26)
- 1991: Ein Licht in der Dunkelheit (Fire in the Dark, Fernsehfilm)
- 1991: Teuflisches Komplott (False Arrest, Fernsehfilm)
- 1992: Sneakers – Die Lautlosen (Sneakers)
- 1993: Spurlos (The Vanishing)
- 1993: Cheers (Fernsehserie, Folge 11x23)
- 1994: Der Pagemaster – Richies fantastische Reise (The Pagemaster, Stimme von Captain Ahab)
- 1995: Annie – Ein königliches Abenteuer (Annie: A Royal Adventure!, Fernsehfilm)
- 1996: Charlie – Ein himmlischer Held (All Dogs Go to Heaven 2, Stimme von Red)
- 1997: Vertrauter Feind (The Devil’s Own)
- 1998: Barneys großes Abenteuer (Barney’s Great Adventure)
- 1999: Law & Order (Fernsehserie, Folge 9x14)
- 1999: Homicide (Homicide: Life on the Street, Fernsehserie, Folge 7x15)
- 1999: 40 Meilen Abenteuer (Durango, Fernsehfilm)
- 1999: Winter’s End – Wiederkehr der Liebe (Sarah, Plain and Tall: Winter’s End, Fernsehfilm)
- 2001: Law & Order: Special Victims Unit (Fernsehserie, Folge 3x01)
- 2001: Sweeney Todd: The Demon Barber of Fleet Street in Concert (Fernsehfilm)
- 2006: Flags of Our Fathers

## Aufnahmen
- Herman "La Cage aux Folles" (CD)
- Webber "Sunset Boulevard" mit Glenn Close (CD)
- Sondheim "Follies" mit Barbara Cook (CD + DVD)
- Sondheim "Sweeney Todd" mit Angela Lansbury (DVD)
- Sondheim "Sweeney Todd" mit Patti LuPone (CD + DVD)